# Élections législatives de 1876 dans le Territoire de Belfort
Les élections législatives de 1876 ont eu lieu les 20 février et 5 mars 1876.

## Résultats à l'échelle du département
| Partis         | Partis              | Premier tour | Premier tour | Sièges |
| Partis         | Partis              | Voix         | %            | Sièges |
| -------------- | ------------------- | ------------ | ------------ | ------ |
|                | Légitimistes        | 7 673        | 61,70        | 1      |
|                | Gauche républicaine | 4 762        | 38,30        | 0      |
|                |                     |              |              |        |
| Inscrits       | Inscrits            | 16 415       | 100,00       | 1      |
| Votants        | Votants             | 12 566       | 76,55        |        |
| Abstentions    | Abstentions         | 3 849        | 23,45        |        |
| Blancs et nuls | Blancs et nuls      | 131          | 1,04         |        |
| Exprimés       | Exprimés            | 12 435       | 98,96        |        |

## Résultats par arrondissement

### Circonscription unique
| Candidat       | Candidat        | Parti               | Premier tour | Premier tour |
| Candidat       | Candidat        | Parti               | Voix         | %            |
| -------------- | --------------- | ------------------- | ------------ | ------------ |
|                | Émile Keller    | Légitimiste         | 7 673        | 61,70        |
|                | François Feltin | Gauche républicaine | 4 762        | 38,30        |
|                |                 |                     |              |              |
| Inscrits       | Inscrits        | Inscrits            | 16 415       | 100,00       |
| Votants        | Votants         | Votants             | 12 566       | 76,55        |
| Abstention     | Abstention      | Abstention          | 3 849        | 23,45        |
| Blancs et nuls | Blancs et nuls  | Blancs et nuls      | 131          | 1,04         |
| Exprimés       | Exprimés        | Exprimés            | 12 435       | 98,96        |